# Formicarius
Formicarius é um género de aves passeriformes da família Formicariidae. 

## Espécies
- F. colma — galinha-do-mato
- F. analis — tauoca ou pinto-do-mato-de-cara-preta
- F. rufifrons — pinto-do-mato-de-fronte-ruiva
- F. nigricapillus
- F. rufipectus